# Triathlon de Guatapé
Le Triathlon de Guatapé est une course qui se déroule à Guatapé, en Colombie. Il a lieu chaque année depuis 2011.
Organisé par l'ITU, ce triathlon est un événement majeur dans le calendrier international du fait de son label « World Cup ».

## Palmarès

### Masculin
| Épreuves | Or                                      | Argent                                        | Bronze                                  |
| -------- | --------------------------------------- | --------------------------------------------- | --------------------------------------- |
| 2013     | Reinaldo Colucci (BRA) 1 h 58 min 48 s  | Carlos Javier Quinchara (COL) 1 h 58 min 58 s | Étienne Diemunsch (FRA) 1 h 59 min 13 s |
| 2012     | Crisanto Grajales (MEX) 2 h 02 min 14 s | Sergio Sarmiento (MEX) 2 h 02 min 23 s        | Manuel Huerta (PUR) 2 h 02 min 24 s     |
| 2011     | Étienne Diemunsch (FRA) 57 min 15 s     | Crisanto Grajales (MEX) 57 min 22 s           | Tony Moulai (FRA) 57 min 26 s           |

### Féminin
| Épreuves | Or                                   | Argent                                | Bronze                                 |
| -------- | ------------------------------------ | ------------------------------------- | -------------------------------------- |
| 2013     | Ainhoa Murua (ESP) 2 h 14 min 48 s   | Mateja Šimic (SLO) 2 h 15 min 13 s    | Charlotte Morel (FRA) 2 h 15 min 32 s  |
| 2012     | Jodie Stimpson (GBR) 2 h 12 min 21 s | Maria Cześnik (POL) 2 h 17 min 15 s   | Paola Diaz (MEX) 2 h 20 min 42 s       |
| 2011     | Carole Péon (FRA) 1 h 04 min 11 s    | Tomoko Sakimoto (JPN) 1 h 04 min 30 s | Zuriñe Rodriguez (ESP) 1 h 04 min 37 s |